# Ofentse Mogawane
Ofentse Mogawane (ur. 20 lutego 1982) – południowoafrykański lekkoatleta specjalizujący się w biegach sprinterskich.
Największe sukcesy święci w biegu rozstawnym 4 x 400 metrów (jest na tym dystansie wielokrotnym rekordzistą kraju). W 2006 zdobył srebrne medale igrzysk Wspólnoty Narodów oraz mistrzostw Afryki. Podczas igrzysk olimpijskich w Pekinie sztafeta RPA z Mogawane w składzie odpadła w eliminacjach – sytuacja ta powtórzyła się rok później na mistrzostwach świata w Berlinie. W 2011 został wicemistrzem świata w biegu sztafetowym.
Największym indywidualnym osiągnięciem zawodnika jest szósta lokata w finale biegu na 400 metrów podczas mistrzostw Afryki w Bambousie w roku 2006.
Rekordy życiowe w biegu na 400 metrów: stadion – 45,11 (22 lipca 2006, Malles Venosta); hala – 47,58 (13 lutego 2009, Düsseldorf).